# Tical 0: The Prequel
Tical 0: The Prequel – trzeci studyjny album amerykańskiego rapera Method Mana członka Wu-Tang Clan wydany 18 maja 2004 roku nakładem wytwórni Def Jam Recordings. Płyta została nagrana w latach 2002 – 2004, a za stronę muzyczną odpowiadają głównie RZA, Rockwilder, Scott Storch i Sean Combs. Gościnnie w utworach pojawili się m.in. Redman, Raekwon, Snoop Dogg, Ghostface Killah, Busta Rhymes oraz Missy Elliott.
Wydawnictwo zadebiutowało na 2. miejscu notowania Billboard 200 oraz pierwszym miejscu listy Top R&B/Hip-Hop Albums. 2 grudnia 2004 roku według Recording Industry Association of America płyta uzyskała status złotej.

## Lista utworów
| #  | Tytuł                                             | Producent                  | Sample                                                                               | Czas |
| -- | ------------------------------------------------- | -------------------------- | ------------------------------------------------------------------------------------ | ---- |
| 1  | "Intro" (gośc. RZA)                               | Yogi Koprodukcja: Rich Mae |                                                                                      | 1:01 |
| 2  | "The Prequel" (gośc. Streetlife)                  | Rick Rock                  |                                                                                      | 2:07 |
| 3  | "Say What" (gośc. Missy Elliott)                  | Sean Combs, Tony Dofat     | - Jeru the Damaja – "Come Clean" - New Birth – "Patiently" - Wade Marcus – "New Era" | 4:11 |
| 4  | "What's Happenin'" (gośc. Busta Rhymes)           | DJ Scratch                 | - Asha Bhosle – "Dum Maro Dum"                                                       | 3:52 |
| 5  | "The Motto"                                       | Lee Stone, Nashiem Myrick  | - Chairmen of the Board – "So Glad You`re Mine"                                      | 3:24 |
| 6  | "We Some Dogs" (gośc. Redman, Snoop Dogg)         | Mr. Porter                 |                                                                                      | 4:30 |
| 7  | "The Turn" (gośc. Raekwon)                        | RZA                        | - The Miracles – "Where Are You Going To My Love?"                                   | 3:01 |
| 8  | "Tease" (gośc. Chinky)                            | No I.D.                    | - Lenny Williams – "Cause I Love You"                                                | 4:50 |
| 9  | "Rodeo" (gośc. Ludacris)                          | Boogz                      | - Betty Davis – "If I'm In Luck I Might Get Picked Up"                               | 2:57 |
| 10 | "Baby Come On" (gośc. Kardinal Offishall)         | DJ Fafu                    |                                                                                      | 4:01 |
| 11 | "Who Ya Rollin Wit" (gośc. Shawnna, Streetlife)   | Jelly Roll                 |                                                                                      | 4:26 |
| 12 | "Never Hold Back" (gośc. E3, Saukrates)           | E3                         |                                                                                      | 3:05 |
| 13 | "The Show"                                        | Self                       | - FM – "Nobody At All"                                                               | 2:30 |
| 14 | "Act Right"                                       | Rockwilder                 |                                                                                      | 3:17 |
| 15 | "Afterparty" (gośc. Ghostface Killah)             | Q                          | - The Detroit Emeralds – "I Just Don't Know About This Girl"                         | 3:12 |
| 16 | "Crooked Letter I" (gośc. Streetlife, Mr. Porter) | Mr. Porter                 |                                                                                      | 3:48 |
| 17 | "Ridin' For Outro" (gośc. Black Ice)              | Yogi, Rich Mae             |                                                                                      | 1:01 |

## Notowania
Album
| Rok  | Album                | Notowanie | Notowanie | Notowanie       |
| Rok  | Album                | USA 200   | USA R&B   | Canadian Albums |
| ---- | -------------------- | --------- | --------- | --------------- |
| 2004 | Tical 0: The Prequel | 2         | 1         | 3               |

Single
| Singiel                                                            | Notowania |
| Singiel                                                            | USA R&B   |
| ------------------------------------------------------------------ | --------- |
| "What's Happenin'" - Wydany: 30 marca 2004 - Strona B: "The Motto" | 65        |
| "Rodeo" - Wydany: 27 lipca 2004 - Strona B: "The Show"             | —         |
| "The Show" - Wydany: 14 września 2004 - Strona B: The Prequel      | —         |